# Dormition

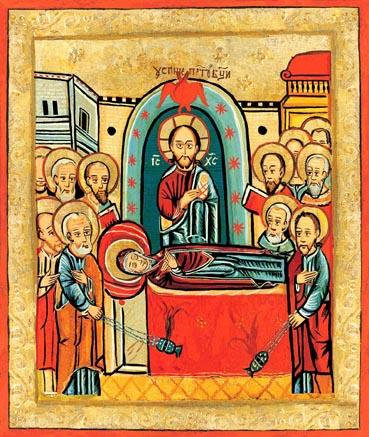
Dormition de la Vierge Marie, icône du XVIe siècle.

Le terme « dormition » (du latin : dormitio, « sommeil, sommeil éternel, mort » ; en grec ancien : κοίμησις, kímisis) est utilisé, dans le vocabulaire chrétien, pour désigner la mort des saints et des pieux fidèles quand ce n'est pas une mort violente. Le mot « cimetière » (issu du grec ancien : κοιμητήριον, kimitírion : « lieu pour dormir, dortoir ») exprime la même idée de sommeil provisoire. Ce terme s'applique plus particulièrement à la mort de Marie, Mère de Jésus.

## Définition
La dormition de la Mère de Dieu est souvent appelée simplement « dormition » car c'est la dormition par excellence. Les Églises d'Orient ont gardé cette dénomination antique sous la forme « la dormition de la Théotokos », du grec Θεοτόκος : Théotokos « Mère de Dieu » (qui se dit aussi Μήτηρ Θεοῦ Mèter Théou), ou littéralement « Celle qui a porté Dieu » (qui se dit aussi Θεοφόρος Théophore). Ils entendent ainsi la mort de la Vierge Marie et la montée au ciel de son corps.
Dans le catholicisme actuel, le terme « dormition » ne désigne que la mort de la Vierge ; la croyance de la montée au ciel de son corps porte le nom d'Assomption. Les Églises d'Orient critiquent ce terme qui pourrait laisser croire que la Vierge a été enlevée au ciel de son vivant.
Le terme « dormition » exprime la croyance selon laquelle la Vierge est morte sans souffrir, dans un état de paix spirituelle ; on parle parfois aussi de dormition pour les saints morts sans martyre. L'écrivain Joris-Karl Huysmans explique dans son roman L'Oblat (1903) :
« 
La Vierge ne mourut, ni de vieillesse, ni de maladie ; elle fut emportée par la véhémence du pur amour ; et son visage fut si calme, si rayonnant, si heureux, qu'on appela son trépas la dormition. »
Comme c'était le cas pour l'Assomption avant 1950 dans l'Église catholique, la dormition n'est pas un dogme dans les Églises d'Orient ; il est pourtant considéré comme impie de la nier. Cette croyance ne repose sur aucune base scripturaire. Elle est fondée sur des écrits apocryphes, comme celui du Pseudo-Jean, Sur la mort de Marie (IVe ou Ve siècle). Selon la tradition, la Vierge aurait alors été âgée de cinquante-neuf ans (soit onze ans après la crucifixion de Jésus) et aurait été enterrée dans le jardin de Gethsémani, à Jérusalem. Son tombeau vide est visible au Sépulcre de la Vierge Marie.
Dans les textes des premiers siècles sur la mort de Marie, plusieurs récits se distinguent :
- kímisis (dormition) : dormition sans résurrection,
- metástasis (transitus) : assomption sans résurrection,
- analípsis (assumptio) : assomption avec résurrection.

Les textes étudiés dans le livre de Simon Claude Mimouni appartiennent à plusieurs traditions linguistiques : syriaque, grecque, copte, arabe, éthiopienne, latine, géorgienne et arménienne.

## La fête de la Dormition dans le rite byzantin

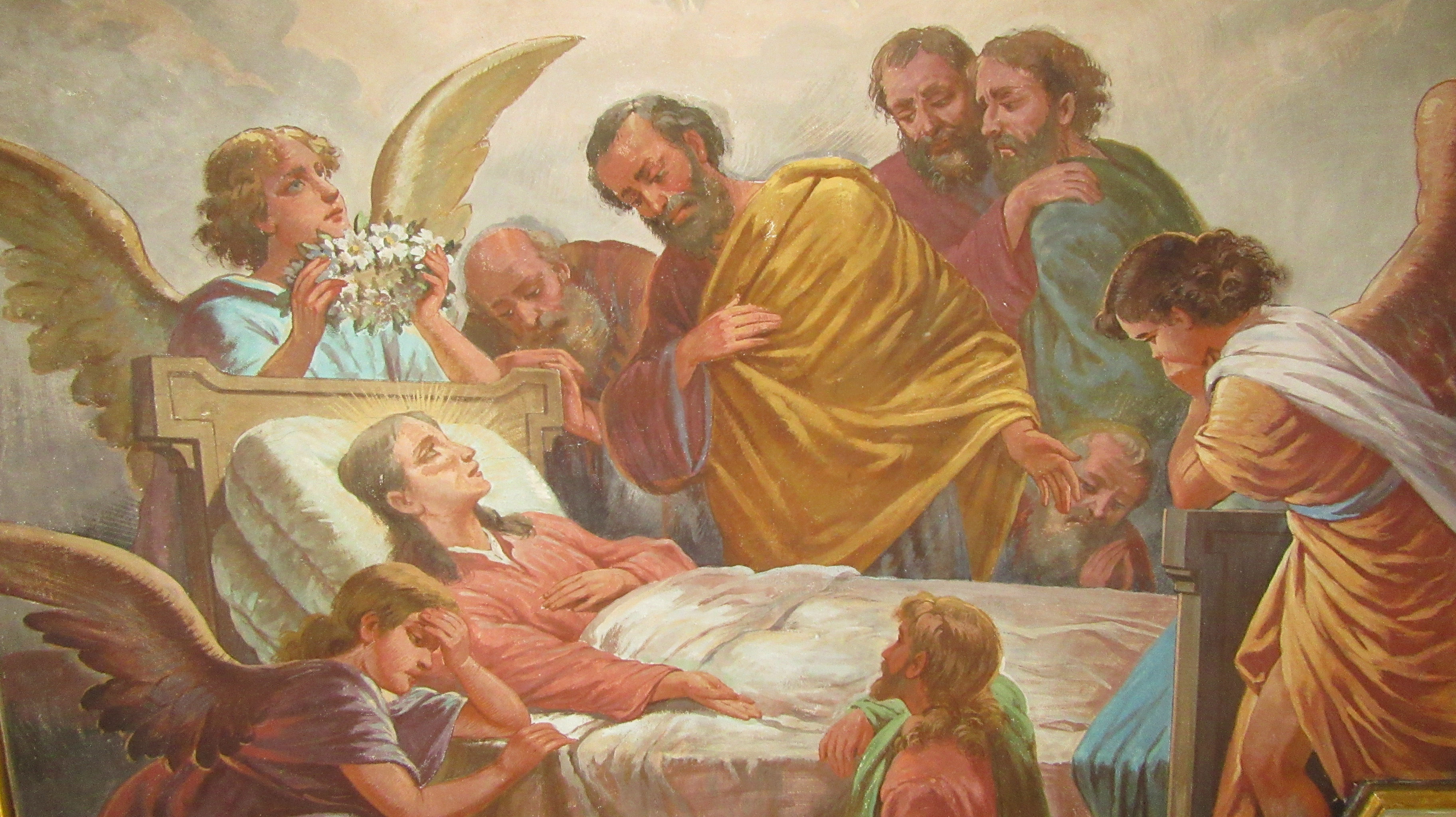
La Dormition, fresque dans l'église de Caselle Landi, Italie.

La fête de la Dormition est la plus importante des fêtes de la Vierge Marie, une des Douze Grandes Fêtes, et c'est elle qui clôt l'année liturgique du rite byzantin. Elle a lieu le 15 août, fête de l'Assomption chez les catholiques. La fixation de cette date est attribuée à l'empereur Maurice, au VIe siècle. La fête est précédée, dans la tradition orientale, d'un jeûne strict de quatorze jours.

### Jeûne de la Dormition
Le jeûne de la Dormition est, après le Grand Carême, le plus strict des quatre jeûnes du cycle liturgique annuel (en dehors du Grand carême, les autres jeûnes sont le jeûne de la Nativité et le jeûne des apôtres).
La Dormition est précédée d'un jeûne de deux semaines, du 1er août au 14 août inclus. Lors de cette période, les fidèles des Églises d'Orient — Églises orthodoxes et Églises catholiques de rite byzantin — s'abstiennent d'aliments carnés, de volaille, de laitages, d'œufs, de poisson, d'huile et de vin. L'huile et le vin sont autorisés les dimanches. Comme pour les autres jeûnes, une fête majeure tombe au cours de la période d'abstinence ; il s'agit ici de la fête de la Transfiguration du Christ, le 6 août. Lors de cette fête, il est permis de consommer du poisson, de l'huile et du vin.
Dans certaines Églises, les offices de semaine lors de la période de jeûne sont très semblables à ceux du Grand carême. En Russie, de nombreux monastères et églises célèbrent le service de carême au moins le premier jour du jeûne de la Dormition. Dans la tradition grecque, on chante un Canon de supplication ou une Petite Paraclèse tous les soirs sauf la veille des dimanches, de la Transfiguration et de la Dormition.
Le premier jour de jeûne (le 1er août) est un jour de fête appelé Procession de la Croix. Ce jour, il y a usuellement des processions et des bénédictions à l'eau bénite.
La veille de la fête (c'est-à-dire au début du jour liturgique de la fête), les Vêpres comportent trois lectures de l'Ancien Testament, interprétées symboliquement comme annonciatrices du Nouveau Testament. En Genèse 28:10-17, l'échelle de Jacob qui unit le ciel et la terre désigne l'union de Dieu avec les hommes, laquelle se réalise pleinement et plus parfaitement en Marie portant Dieu en sein. En Ézéchiel 43:27-44:4, la vision du Temple, dont la porte orientale est perpétuellement fermée et remplie de la gloire du Seigneur, symboliserait la virginité perpétuelle de Marie. Marie est aussi identifiée avec la maison que la Divine Sagesse a construite pour elle-même : « La Sagesse de Dieu a bâti sa maison » (Proverbes 9:1).

### Hymnes de la fête
Tropaire (ton 1)
Dans ta maternité, Tu as gardé la virginité,

Lors de ta Dormition, Tu n'as pas abandonné le monde, ô Mère de Dieu.

Tu es passée à la Vie, Toi qui es la Mère de la Vie.

Sauve nos âmes de la mort, par tes prières !
Kontakion (ton 2)
Le tombeau et la mort furent impuissants à saisir la Mère de Dieu

Qui jamais ne se lasse d'intercéder pour nous ;

Elle est notre espérance et notre protection.

Car Elle est la Mère de la Vie,

Elle a été transférée à la vie par Celui qui a demeuré dans son sein virginal.
L'Église orthodoxe chante également ce jour :
« 
Apôtres rassemblés ici, des confins de la terre, au village de Gethsémani, ensevelissez mon corps. Et toi, mon fils et mon Dieu, reçois mon esprit.
 »

## Iconographie
Sur l'icône de la Dormition de la Mère de Dieu, c'est le Christ lui-même qui, descendu du ciel, vient chercher l'âme de sa mère figurée sous la forme d'un nouveau-né emmailloté de langes. Sur les images de la dormition d'un saint, c'est un ange qui est chargé de cette mission de psychopompe.

## Autres usages du terme
Dans la légende arthurienne, le mot est employé pour désigner l'état du roi Arthur après son dernier combat, où il fut blessé mortellement et son corps conduit dans l'île mythique d'Avalon. La dormition désigne un état qui n'est ni la vie ni la mort, c'est un état de transition. La légende affirme que le roi Arthur n'est qu'en dormition et qu'il en sortira un jour pour rassembler tous les Bretons, insulaires et continentaux.
Dans La Walkyrie de Richard Wagner, le terme désigne aussi le leitmotiv appliqué au sommeil magique de Brünnhilde.